# Michel Mayor
Michel Gustave Édouard Mayor, född 12 januari 1942 i Lausanne, är en schweizisk professor emeritus i astronomi vid universitetet i Genève och upptäckare av ett flertal planeter utanför solsystemet. Han och kollegan Didier Queloz belönades "för upptäckten av en exoplanet i bana kring en solliknande stjärna", 51 Pegasi b, med tillsammans hälften av Nobelpriset i fysik 2019.

## Biografi
Mayor studerade vid Lausannes universitet, där han avlade examen i fysik, och doktorerade därefter i astronomi vid observatoriet i Genève 1971. Som forskare har han arbetat vid observatorierna i Cambridge, ESO i Chile samt på Hawaii. Sedan 2007 är han pensionerad från sin professorstjänst vid Genèves universitet men är fortsatt verksam som forskare.
År 1995 upptäckte en forskargrupp ledd av Mayor den första planeten utanför solsystemet, som kretsade runt en solliknande stjärna, 51 Pegasi. Han utvecklade också nya tekniker för att mäta hastighetsvariationer med mycket hög precision, som så småningom ledde till fantastiska vetenskapliga genombrott. En helt ny generation astronomiska instrument baserad på denna teknik installerades vid observatoriet i Chile och har möjliggjort nära hälften av upptäckterna av de 208 planeter utanför vårt solsystem som är kända idag. De stora skillnader mellan vårt solsystem och andra som blev uppenbara, har också resulterat i omfattande förändringar av teoretiska modeller. Michel Mayor promoverades till hedersdoktor till Carl von Linnés minne vid Uppsala universitets Linnépromotion den 26 maj 2007.

## Utmärkelser
- Jules Janssens pris,  1998
- Marcel Benoist-priset,  1998
- Balzanpriset,  2000
- Riddare av Hederslegionen,  2004
- Albert Einstein-medaljen,  2004
- Shawpriset i Astronomi,  2005[6]
- Hedersdoktor vid Parisobservatoriet,  2008[7]
- Victor Hambartsumyans pris,  2010[8][9]
- Karl Schwarzschild-medaljen,  2010[10]
- BBVA Foundation Frontiers of Knowledge Award,  2011
- Clarivate Citation Laureates,  2013[11]
- Nature's 10,  2013[12]
- Hedersdoktor vid Joseph Fourier-universitetet,  1 januari 2014[13]
- Tycho Brahe-priset,  2015[14]
- Kyotopriset i grundforskning,  2015[15]
- Royal Astronomical Societys guldmedalj,  2015
- Officer av Hederslegionen,  2017[16]
- Wolfpriset i fysik,  2017[17]
- Hedersdoktor vid Universitetet i Liège,  2018[18]
- Nobelpriset i fysik, med  James Peebles och Didier Queloz,  2019[19][20]

[Redigera Wikidata]